# Gamma Circini

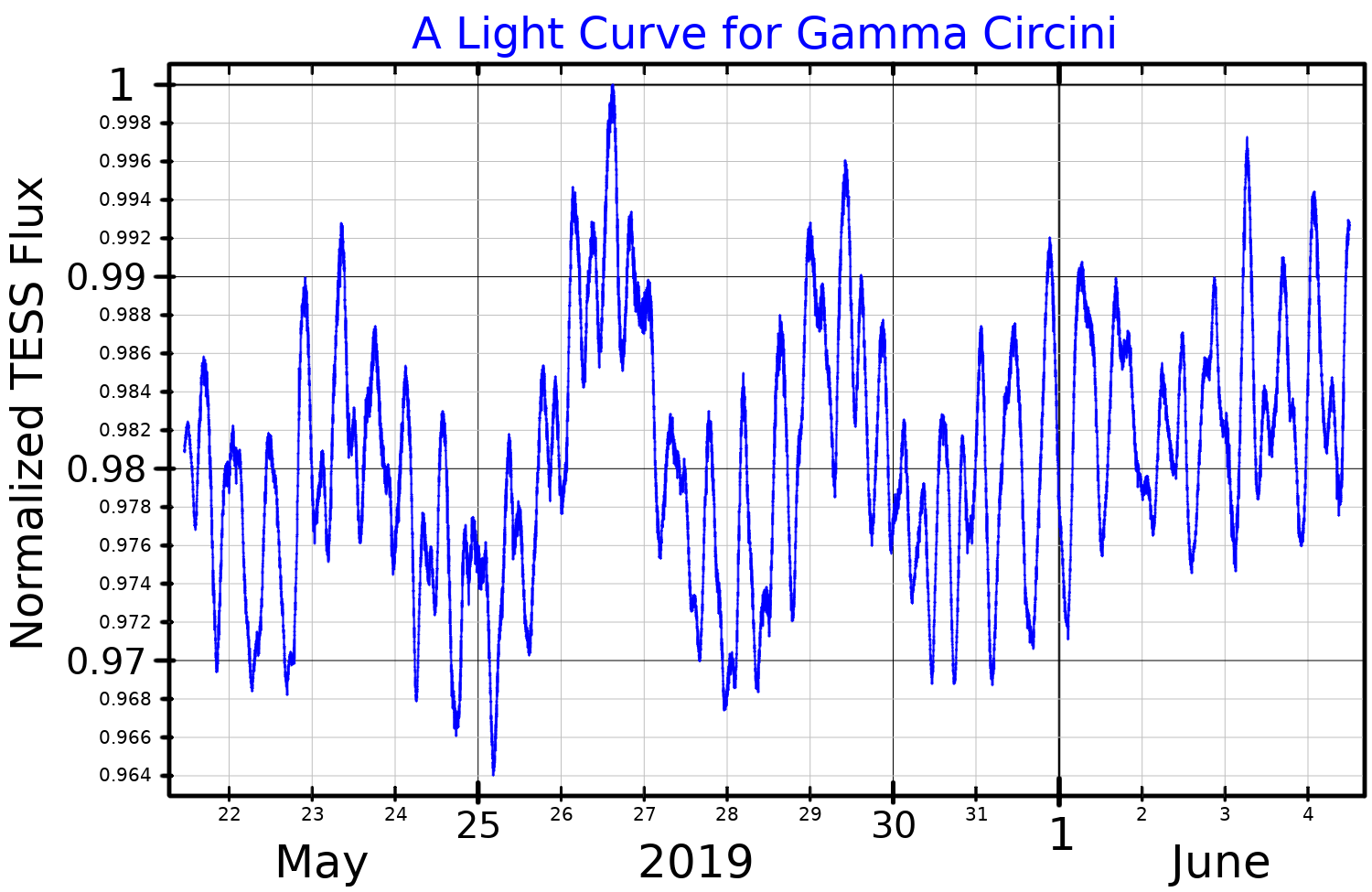
Curva de luz de Gamma Circini

Gamma Circini (γ Cir / HD 136415J / HR 5704) es una estrella de la constelación de Circinus, el compás, de magnitud aparente +4,46. Es la tercera más brillante de la constelación después de α Circini y β Circini. Se encuentra a unos 509 años luz del sistema solar.
Gamma Circini es una estrella subgigante blanco-azulada de tipo espectral B5 IV con una luminosidad 366 veces mayor que la del Sol y un diámetro 10 veces mayor. Su velocidad de rotación, al igual que otras estrellas de características similares, es mucho mayor que la solar: Gamma Circini gira a una velocidad de 278 km/s. Como consecuencia de ello, existe un disco circunestelar alrededor de la estrella que genera líneas de emisión de hidrógeno. Esta clase de estrellas son conocidas como estrellas Be, entre las que se cuentan Achernar (α Eridani) y Gomeisa (β Canis Minoris). El brillo de Gamma Circini varía entre magnitud 4,50 y 4,56.
Gamma Circini es una estrella doble, en donde una estrella blanco-amarilla de tipo F8 acompaña a la subgigante blanco-azulada. Separadas visualmente 0,9 segundos de arco, estudios espectroscópicos indican que la «acompañante» es una enana amarilla en realidad mucho más próxima a nosotros que la estrella principal. Por tanto, ambas serían compañeras ópticas y no un verdadero sistema binario.